# Wirvinni
Wirvinni, Uiruinni of UUiruingi is een niet-geïdentificeerde plaats in Noord-Groningen. De plaats wordt rond het jaar 1000 genoemd in het goederenregister van de Abdij van Werden in de omgeving van Middelstum, Stitswerd en Usquert.
De naam met de Oudfriese stam -hwerva ('draaien') zou 'opgeworpen hoogte' of 'gerichtsplaats' betekenen. In hetzelfde register staat ook Warffum (Werfhem), waarvan de naam een vergelijkbare etymologie heeft. Volgens de naamkundige Maurits Gysseling is deze naam mogelijk afkomstig uit de periode vóór de Grote Volksverhuizing.